# Котельничский уезд
Коте́льничский уе́зд — административно-территориальная единица в составе Вятского наместничества и Вятской губернии, существовавшая в 1780—1929 годах. Уездный город — Котельнич.

## Географическое положение
Уезд располагался на западе Вятской губернии и граничил с Вологодской и Костромской губерниями. Площадь уезда составляла в 1897 году 10 066,6 верст² (11 456 км²), в 1926 году — 12 557 км².

## История
В 1719 году в соответствии со Второй Петровской реформой в составе Вятской провинции Сибирской губернии был образован Котельничский дистрикт, как местность вокруг города Котельнич. В 1727 году дистрикты были преобразованы в уезды, а Котельничский уезд вместе с Вятской провинции переданы Казанской губернии. 
Официально Котельничский уезд был оформлен в 1780 году в составе Вятского наместничества (с 1796 года — Вятской губернии). 
19 сентября 1919 года из Котельничского уезда в Советский была передана Васильевская волость, а из Арбажской волости Котельничского уезда в Водозерскую волость Советского уезда было передано Лятешенское общество.
7 декабря 1920 года к Котельничскому уезду были присоединены Александровская, Луптюгская и Черновско-Николаевская волости Никольского уезда Северо-Двинской губернии.
19 мая 1924 года к Сорвижской волости была присоединена Васильковская волость упразднённого Советского уезда. Были упразднены Александровская (территория передана в Черновскую волость), Архангельская (территория передана в Ключевскую волость), Батаевская (территория передана в Красавскую волость), Вагинская (территория передана в Котельничскую волость), Верхопижемская (территория передана в Чистопольскую волость), Верхотульская (территория передана в Чистопольскую волость), Игумновская (территория передана в Котельничскую волость), Казаковская (территория передана в Котельничскую волость), Луптюгская (территория передана в Черновскую волость), Малосниковская (территория передана в Котельничскую волость), Морозовская (территория передана в Сорвижскую волость), Петровская (территория передана в Спасскую волость), Рязановская (территория передана в Даровскую волость), Синцовская (территория передана в Круглыжскую волость), Смертинская (территория передана в Котельничскую волость), Соболевская (территория передана в Халтуринскую волость), Тороповская (территория передана в Троцкую волость), Ульяновская (территория передана в Юмскую волость), Черновско-Николаевская (территория передана в Черновскую волость) и Шембетская (территория передана в Арбажскую волость) волости. Были образованы Котельничская (путём объединения Вагинской, Игумновской, Казаковской, Малосниковской и Смертинской волостей) и Черновская (путём объединения Александровской, Луптюгской и Черновско-Николаевской волостей) волости.
14 января 1929 года Вятская губерния была упразднена и Котельничский уезд был включён в состав Нижегородской области.
10 июня 1929 года Вятская губерния и все уезды были упразднены. Все сельсоветы Арбажской волости, Высоковский, Корминский, Малодемидятский, Морозовский, Роевский, Сорвижский, Шараницинский, Шембетский и Ярашинский сельсоветы Сорвижской волости, Бажинский, Баландовский, Верхотульский, Волковский, Калининский, Кукмурский, Катневский, Лопышевский, Мамаевский и Чистопольский сельсоветы Чистопольской волости были переданы в Арбажский район Котельнического округа Нижегородской области, Архиповский, Варжинский, Верховонданский, Вязовский, Гледеновский, Голодаевский, Гудковский, Гусевский, Даровской, Зайцевский, Кокоулинский, Кокоровщинский, Кобрский, Поцелуевский, Поманенский, Свиреповский, Скочиловский, Стародубцевский, Столбовский, Тарасовский и Тороповский сельсоветы Даровской волости, Драновский сельсовет Троцкой волости, все сельсоветы Шубенской волости — в Даровской район Котельнического округа Нижегородской области, все сельсоветы Котельничской волости, Владимирский, Захаровский, Халтуринский и Юрьевский сельсоветы Халтуринской волости — в Котельничский район Котельничского округа Нижегородской области, Ивановский, Киселевский, Круглыжский, Кузякинский, Октябрьский, Рижский, Синцовский, Тихоновский и Ульяновский сельсоветы Круглыжской волости, все сельсоветы Юмской волости — в Свечинский район Котельнического округа Нижегородской области, Васильковский сельсовет Сорвижской волости — в Советский район Котельнического округа Нижегородской области, все сельсоветы Спасской волости, Ванеевский, Игошинский, Киселевский, Куринский, Кучумановский, Осинский, Сретенский, Троцкий и Тюменский сельсоветы Троцкой волости, Вторыгинский и Соболевский сельсоветы Халтуринской волости в Спасский район Котельнического округа Нижегородской области, Верхопижемский, Идоморский, Кугунурский и Мошкинский сельсоветы Чистопольской волости — в Тужинский район Котельнического округа Нижегородской области, Петропавловский сельсовет Даровской волости, Раменский и Соловецкий сельсоветы Ключевской волости, Бураковский, Левинский, Менделеевский и Чахловский сельсоветы Круглыжской волости, все сельсоветы Черновской волости — в Черновский район Шарьинского округа Нижегородской области, Архангельский, Высоковский, Гостовский, Жуковский, Журавлевский, Запиваловский, Ключевский, Колосовский, Миничевский, Молодеченский, Панихинский, Першинский, Росляковский и Соловецкий сельсоветы Ключевской волости, все сельсоветы Красавской волости — в Шабалинский район Шарьинского округа Нижегородской области.

## Демография
По данным переписи 1897 года в уезде проживало 276 749 чел. В том числе русские — 99,7%. В Котельниче проживало 4 240 чел.
По итогам всесоюзной переписи населения 1926 года население уезда составило 369 870 человек, из них городское (город Котельнич) — 7 553 человек.

## Административное деление

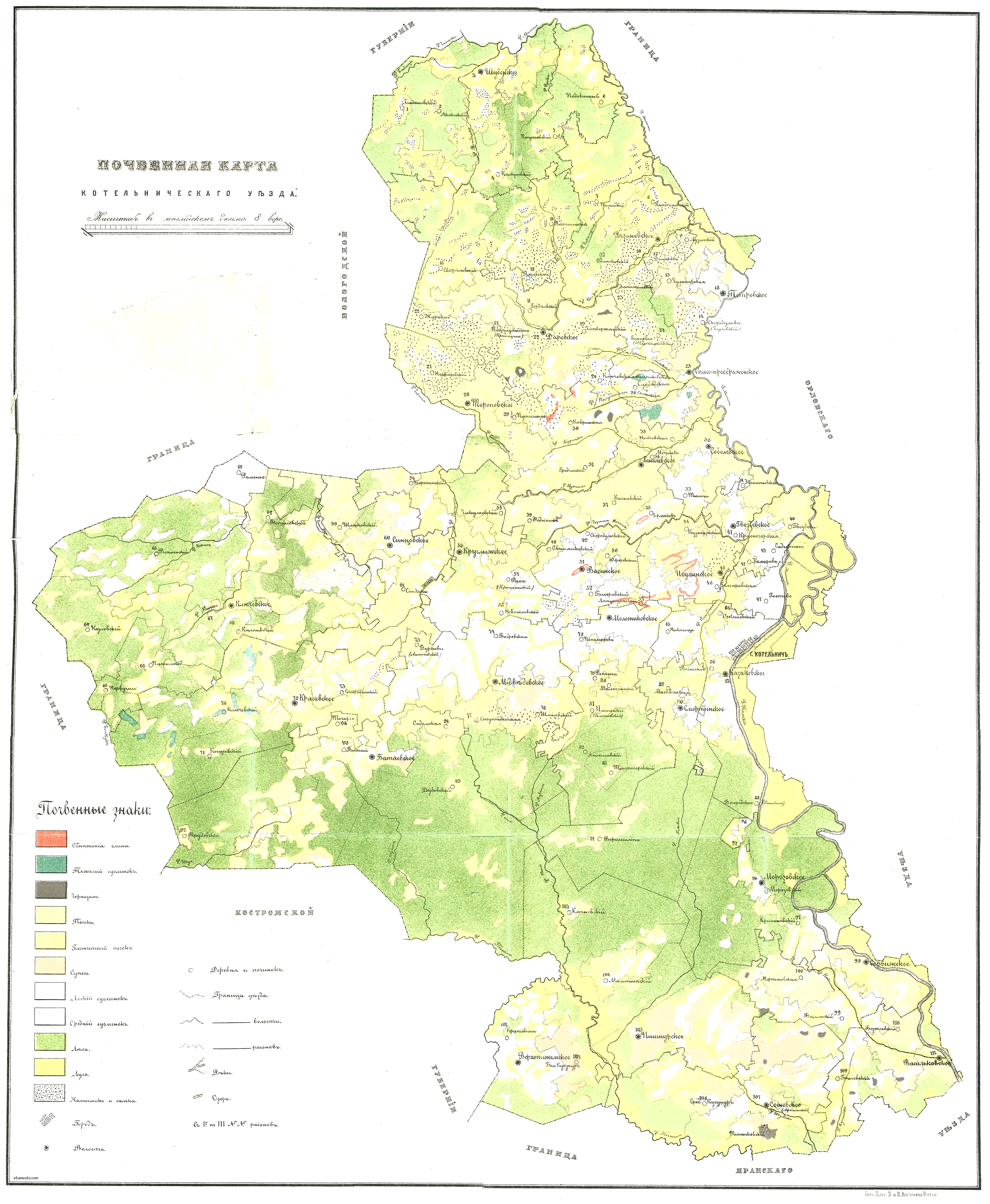
Почвенная карта Котельничского уезда 1894 года

В 1891 году в состав уезда входило 26 волостей:
| № п/п | Волость        | Волостное правление  | Число селений | Население |
| ----- | -------------- | -------------------- | ------------- | --------- |
| 1     | Батаевская     | д. Коротаевская      | 130           | 12 814    |
| 2     | Вагинская      | д. Вагинская         | 119           | 6892      |
| 3     | Васильковская  | с. Васильково        | 89            | 6471      |
| 4     | Верхопижемская | с. Верхопижемское    | 51            | 6700      |
| 5     | Гвоздевская    | д. Карпушки-Гвоздево | 149           | 10 212    |
| 6     | Даровская      | с. Даровское         | 308           | 15 535    |
| 7     | Игумновская    | д. Игумновская       | 212           | 10 395    |
| 8     | Казаковская    | д. Казаковская       | 212           | 12 402    |
| 9     | Киселёвская    | с. Макарье           | 143           | 8806      |
| 10    | Ключевская     | с. Троицкое          | 228           | 23 329    |
| 11    | Красавская     | починок Красавский   | 92            | 11 014    |
| 12    | Круглыжская    | д. Мулинская         | 166           | 11 220    |
| 13    | Медведевская   | д. Клоповская        | 189           | 15 545    |
| 14    | Молосниковская | с. Екатерининское    | 146           | 8695      |
| 15    | Морозовская    | починок Морозовский  | 76            | 5463      |
| 16    | Петровская     | с. Окатьево          | 114           | 5800      |
| 17    | Пишнурская     | д. Пишнурская        | 94            | 11 690    |
| 18    | Рязановская    | починок Кокушкинский | 203           | 9465      |
| 19    | Синцовская     | д. Синцовская        | 119           | 9290      |
| 20    | Смертинская    | починок Смертинский  | 97            | 6236      |
| 21    | Соболевская    | д. Соболевская       | 106           | 5052      |
| 22    | Сорвижская     | с. Сорвижское        | 121           | 9559      |
| 23    | Сосновская     | с. Арбаж             | 72            | 11 444    |
| 24    | Спасская       | с. Спасское          | 146           | 7775      |
| 25    | Тороповская    | д. Тороповская       | 215           | 11 998    |
| 26    | Шубенская      | д. Шубенская         | 175           | 9174      |

По переписи 1926 года в состав уезда входило 14 волостей и 1 город:
| № п/п | Волость       | Центр            | Число сельсоветов | Число НП | Население |
| ----- | ------------- | ---------------- | ----------------- | -------- | --------- |
| 1     | Арбажская     | с. Арбаж         | 5                 | 72       | 12 925    |
| 2     | Даровская     | с. Даровское     | 22                | 665      | 41 099    |
| 3     | Ключевская    | с. Ново-Троицкое | 16                | 273      | 32 143    |
| 4     | Котельничская | г. Котельнич     | 24                | 847      | 58 856    |
| —     | в том числе   | город Котельнич  | —                 | —        | 7553      |
| 5     | Красавская    | с. Богородское   | 14                | 259      | 28 396    |
| 6     | Круглыжская   | с. Круглыжи      | 13                | 288      | 25 067    |
| 7     | Сорвижская    | с. Сорвижи       | 10                | 262      | 26 279    |
| 8     | Спасская      | с. Спасское      | 7                 | 246      | 14 366    |
| 9     | Троцкая       | с. Макарьевское  | 10                | 275      | 19 587    |
| 10    | Халтуринская  | д. Борки         | 6                 | 211      | 14 237    |
| 11    | Черновская    | с. Черновское    | 14                | 307      | 27 825    |
| 12    | Чистопольская | д. Пишнур        | 14                | 171      | 26 020    |
| 13    | Шубенская     | с. Вонданка      | 9                 | 174      | 12 973    |
| 14    | Юмская        | станция Свеча    | 13                | 273      | 22 544    |

## Председатели уисполкома
С 1918 по 1929 годы в Котельническом уисполкоме председательствовали:
| Ф. И. О.                        | Время замещения должности    |
| ------------------------------- | ---------------------------- |
| Овчарук Иван Степанович         | декабрь 1917 – март 1918     |
| Жуктов Александр Николаевич     | март – апрель 1918           |
| Махнев А.                       | апрель – июнь 1918           |
| Аммосов Георгий (Егор) Иванович | июль 1918 – март 1919        |
| Шиханов Павел Иванович          | март 1919 – июль 1919        |
| Слобожанинов Ефим Васильевич    | июль 1919 – сентябрь 1919    |
| Баранов Андриан Меркурьевич     | сентябрь 1919 – февраль 1920 |
| Новоселов Андрей Иванович       | февраль 1920 – март 1921     |
| Сметанин Василий Петрович       | март 1921 – октябрь 1922     |
| Ванеев Георгий Петрович         | октябрь 1922 – март 1923     |
| Шубин Николай Алексеевич        | март – октябрь 1923          |
| Рогожкин Иона Маркович          | ноябрь 1923 – апрель 1925    |
| Ванеев Владимир Григорьевич     | апрель 1925 – февраль 1929   |
| Носков Михаил Евдокимович       | февраль – июль 1929          |